# قاي بالارد
قاي بالارد (بالإنجليزية: Guy Ballard)‏ هو مهندس معادن ‏ وفيلسوف أمريكي، ولد في 28 يوليو 1878 في نيوتن في الولايات المتحدة، وتوفي في 29 ديسمبر 1939 في لوس أنجلوس في الولايات المتحدة.

## وصلات خارجية
- قاي بالارد على موقع الموسوعة البريطانية (الإنجليزية)